# Dolby Digital
До́лби Ди́джитал (англ. Dolby Digital, AC-3, ATSC A/52) — система цифрового многоканального звука, разработанная фирмой «Dolby Laboratories, Inc.» в 1991 году для создания высококачественных оптических фонограмм совмещённых фильмокопий. До 1994 года система называлась «Dolby Stereo Digital», подчёркивая преемственность с предыдущим аналоговым стандартом оптических фонограмм «Dolby Stereo». Формат послужил основой для целого семейства стандартов цифрового звука, использующих сжатие данных с потерями, за исключением системы «Dolby TrueHD». Звук «Dolby Digital» впервые появился в кинотеатрах в 1992 году в фильме «Бэтмен возвращается».

## Оптическая фонограмма «Dolby Digital»
Совмещённая фонограмма «Dolby Digital» содержит шесть независимых каналов для создания объёмного звукового образа и размещается на перемычках перфорации киноплёнки. Размещение цифровой звуковой дорожки на общем носителе с изображением обеспечивает их синхронизацию без каких-либо дополнительных приспособлений. Цифровая фонограмма «Dolby Digital» размещается на фильмокопиях только с аналоговой звуковой дорожкой «Dolby SR», выполняющей резервную функцию. В случае повреждения или сбоя цифровой фонограммы звукоблок кинопроектора автоматически переключается на аналоговую фонограмму, а после восстановления чтения происходит обратное переключение. Благодаря использованию для кодирования фонограмм обоих типов одного и того же шестиканального источника такие кратковременные сбои практически незаметны.
Фонограмма состоит из отпечатанных на перемычках перфорации цветных, нейтрально-серых цифровых матриц с отсчётами 76×76 пикселей размером 1,1×1,1 микрометра. В отличие от «циановой аналоговой фонограммы» и цифровых дорожек SDDS, печать происходит во всех трёх слоях цветной позитивной киноплёнки. В центре каждой матрицы расположен логотип лаборатории Dolby. Разрывы цифрового потока данных из-за перфорации компенсируются при чтении накопителями в усилителе воспроизведения. Все пять основных (за исключением шестого — сабвуфера) каналов стандарта передают частотный диапазон от 20 Гц до 20 кГц. Обеспечивается динамический диапазон 97 дБ при коэффициенте гармонических искажений 0,001 %. При частоте дискретизации 48 кГц поток данных генерируется со скоростью 64 килобита в секунду для каждого канала. Результирующий поток всех шести каналов составляет 384 килобита в секунду. Несмотря на более низкую скорость чтения потока данных, чем у компакт-диска, качество звучания фонограммы сопоставимо с ним за счёт использования алгоритма сжатия цифрового потока AC-3 и системы шумопонижения SR (англ. Spectral Recording). При изготовлении видеорелизов кинофильмов с фонограммой Dolby Digital происходит адаптация её параметров под бытовые стандарты DVD-Video и Blu-ray Disc.

## Технологии Dolby Digital
Семейство стандартов Dolby Digital нашло применение для кодирования звука: в цифровом видео, цифровом телевещании, видеоиграх и других прикладных областях.

### Dolby Digital EX
Система, сходная с ранним форматом Dolby Pro Logic с матричным кодированием, добавляющим центральный и тыловой каналы к имеющейся стереофонии. Dolby Digital EX отличается от обычной системы Dolby Digital наличием одного или двух каналов, дополнительных к шести имеющимся.

### Dolby Digital Surround-EX
Стандарт Dolby Digital Surround-EX является усовершенствованной версией системы Dolby Digital. В нём добавлен центральный канал для заднего ряда громкоговорителей. Кроме того, возможно добавление канала для верхних громкоговорителей, расположенных на потолке. Идея принадлежит звукорежиссёрам студии Skywalker Sound. Толчком послужила необходимость звуковой картины пролёта космического корабля над зрительным залом в фильме «Звёздные войны. Эпизод I. Скрытая угроза». Технология разработана совместно с Dolby Laboratories и Lucasfilm THX.

### Dolby Digital Live
Dolby Digital Live (DDL) — технология кодирования многоканального (5.1) звука в формат AC3 в реальном времени, предложенная компанией Dolby Technologies для интерактивных приложений, таких как видеоигры. Предназначена для передачи многоканального звука на ресивер по интерфейсу S/PDIF (оптическому или коаксиальному).
Её использование позволяет избавиться от ограничений, из-за которых по цифровым интерфейсам могли передаваться только уже готовые (то есть хранящиеся закодированными в формат AC3 или DTS) многоканальные дорожки, обычно являющиеся звуковым сопровождением фильмов, а в играх возможности цифрового выхода ограничивались обычным стереозвуком. Для полноценного 5.1 в играх в таких случаях требуется трёхпроводное аналоговое подключение, если оно возможно.
Принципиальным и неустранимым недостатком технологии DDL является некая потеря качества звука от сжатия его в AC3-формат (сравнимая с переходом от CD-Audio к mp3 с высоким битрейтом) что, однако, совершенно не критично для основного предполагаемого её применения.
В настоящее время эта технология встречается преимущественно в материнских платах, оснащённых кодеками Realtek ALC882D, ALC888DD и ALC888H, а также с некоторыми кодеками C-Media.
Также эта технология начинает внедряться в ноутбуки, где в условиях дефицита места для «лишних» аналоговых разъёмов сулит наибольшие преимущества — один разъём позволит получить полноценный 5.1-звук во всех приложениях при условии подключения ноутбука к ресиверу или набору активных колонок со встроенным декодером.
Из отдельных звуковых карт с поддержкой этой технологии стоит отметить Terratec Aureon 7.1, а в популярных звуковых картах семейства Creative X-Fi поддержка DDL отсутствует, за исключением модели Creative Recon3D Fatal1ty Champion, в драйверах которой существует возможность включения кодировщика Dolby Digital Live.

### Dolby Digital Plus
Детище компаний MIPS Technologies и Dolby Laboratories, основанное на расширенном стандарте E-AC-3, подразумевающем увеличенный битрейт до 6,144 Мбит в секунду. Усовершенствованные технологии кодирования позволяют уменьшить артефакты компрессии.
Особенности:
- Многоканальный звук с независимыми каналами
- Поддерживается до 7.1 каналов[6] и возможность наличия нескольких аудиопрограмм в одном потоке
- Вывод потока Dolby Digital для совместимости со старыми устройствами
- Максимальная скорость потока до 6 Mbps
- Битрейт до 3 Mbps на HD DVD и до 1.7 Mbps на Blu-ray Disc[7]
- Поддерживается HDMI
- В одном потоке может содержаться материал на разных языках
- Новые возможности при кодировании для аудиопрофессионалов
- Сохранение высокого качества на более эффективных для радиовещания скоростях передачи данных (200 Kbps для 5.1 каналов)

### Dolby TrueHD
Dolby TrueHD является форматом сжатого без потерь звука по алгоритму Meridian Lossless Packing (MLP):
- до 14 звуковых каналов, хотя на сегодня в фильмах на Blu-ray дисках используется 6 (5.1) каналов (максимум 8 (7.1)), и в AV-ресиверах — 8 каналов (7.1);
- разрядность до 24 бит и частота дискретизации 192 кГц (Blu-ray — 18 Мбит/с), хотя для фильмов на Blu-ray распространено до 8 каналов с 24 бит и 96 кГц при сжатии потока до 63 Мбит/с, или 6 каналов с 24 бит и 192 кГц при сжатии потока до 18 Мбит/с[8].

## Количество каналов
Несмотря на заявленное число каналов, соответствующее стандарту 5.1, система поддерживает и другие форматы аудио:
- Моно (только центральный канал);
- Двухканальное стерео (левый и правый), дополнительно может содержать матричное кодирование звукового окружения;
- Трёхканальное стерео (левый, центральный, правый);
- Двухканальное стерео с монофоническим окружением (левый, правый, окружение);
- Трёхканальное стерео с монофоническим окружением (левый, центральный, правый, окружение);
- Четырёхканальная квадрофония (левый, правый, левый задний, правый задний);
- Пятиканальный окружающий (левый, центральный, правый, левый задний, правый задний);

Перечисленные конфигурации могут дополнительно включать эффектный канал сверхнизких частот. Последние два варианта могут использовать матричное кодирование дополнительного тылового канала по системе Dolby Digital EX. Большинство декодеров Dolby Digital обладает возможностью сведения разных каналов: например, канал окружения может складываться с передними каналами при отсутствии соответствующих громкоговорителей.

## Технологии Dolby на цифровых носителях
Стандарт сжатия AC-3 допускает максимальный битрейт 640 килобит в секунду. На 35-мм фильмокопиях этот параметр ограничен значением 320 килобит и соответствует максимальному битрейту двухканального MP3. На дисках DVD допустимая скорость потока выше и составляет 448 килобит в секунду, при этом, многие видеоплееры позволяют воспроизводить и более скоростные потоки. Стандарт HD DVD и цифровое телевидение ATSC также ограничивают битрейт значением 448 килобит, а игровые приставки PlayStation 3 и Xbox, как и диски Blu-Ray могут использовать максимальные значения — 640 килобит в секунду.
Dolby является полноправным участником среди организаций, развивающих стандарт Advanced Audio Coding. Стандарты Dolby Digital являются частью спецификации MPEG и преемником звукового формата MP3. Стандарты Dolby Digital Plus и TrueHD считались обязательными для дисков HD DVD, и рассматриваются, как дополнительная опция дисков Blu-Ray.
|                          |            |                                    | Blu-ray Disc | Blu-ray Disc                    | Blu-ray Disc                     | HD DVD | HD DVD         | HD DVD                           | DVD-Video       | DVD-Video       | DVD-Video                        | DVD-Audio                                                            | DVD-Audio       | DVD-Audio                        | Лазердиск       | Лазердиск       | Лазердиск                        |
| Формат                   | Тип сжатия | Разрешение / частота дискретизации | Статус       | Каналы (макс.)                  | Скорость потока (bitrate), макс. | Статус | Каналы (макс.) | Скорость потока (bitrate), макс. | Статус          | Каналы (макс.)  | Скорость потока (bitrate), макс. | Статус                                                               | Каналы (макс.)  | Скорость потока (bitrate), макс. | Статус          | Каналы (макс.)  | Скорость потока (bitrate), макс. |
| ------------------------ | ---------- | ---------------------------------- | ------------ | ------------------------------- | -------------------------------- | ------ | -------------- | -------------------------------- | --------------- | --------------- | -------------------------------- | -------------------------------------------------------------------- | --------------- | -------------------------------- | --------------- | --------------- | -------------------------------- |
| Dolby TrueHD/Atmos       | Без потерь | 16, 24 бит/48, 96, 192 кГц         | Доп.         | 8 (48 кГц, 96 кГц), 6 (192 кГц) | 18 Мбит/с                        | Обз.   | 8              | 18 Мбит/с                        | Не используется | Не используется | Не используется                  | Не используется                                                      | Не используется | Не используется                  | Не используется | Не используется | Не используется                  |
| Dolby Digital Plus/Atmos | С потерями | 16, 24 бит/48 кГц                  | Доп.         | 7.1                             | 1.7 Мбит/с                       | Обз.   | 7.1            | 3 Мбит/с                         | Не используется | Не используется | Не используется                  | Не используется                                                      | Не используется | Не используется                  | Не используется | Не используется | Не используется                  |
| Dolby Digital            | С потерями | 16, 24 бит/48 кГц                  | Обз.         | 5.1                             | 640 кбит/с                       | Обз.   | 5.1            | 504 кбит/с                       | Обз.            | 5.1             | 448 кбит/с                       | Дополнительно в видеочасти для совместимости с обычными DVD-плеерами | 5.1             | 448 кбит/с                       | Доп.            | 5.1             | 384 кбит/с                       |

TrueHD на Blu-ray Disc (для обратной совместимости) содержит дополнительную дорожку в формате Dolby Digital, в отличие от DTS-HD, который (для обратной совместимости) в одном потоке содержит так называемое «ядро».

## Кодек системы Dolby AC-3
Структура данных кодека AC-3 в официальной спецификации описывается упрощённым C-подобным языком. Цифровой поток представляет собой набор фреймов, коды размеров которых использованы совместно с кодом частоты дискретизации для определения количества двухбитных слов перед следующим синхрословом. Блоки раздельных каналов могут быть длинными: в этом случае каждый из них целиком подвергается модифицированному дискретному косинус-преобразованию. Короткие блоки преобразуются двумя укороченными циклами. В таблице приведена упрощённая структура заголовка AC-3.
| Номер поля                 | Число бит | Содержание                                                                  |
| -------------------------- | --------- | --------------------------------------------------------------------------- |
| Синхрослово                | 16        | 0x0B77, передача данных сначала в левом бите: порядок байтов                |
| Циклический избыточный код | 16        |                                                                             |
| Частота дискретизации      | 2         | '11'=зарезервировано '10'=32 кГц '01'=44.1 '00'=48                          |
| Код размера фрейма         | 6         |                                                                             |
| Определитель потока        | 5         |                                                                             |
| Режим потока               | 3         | '000'=приоритет звуковых данных                                             |
| Режим кодирования          | 3         | '010'=назначение левого и правого каналов                                   |
| Уровень центра             | 2         |                                                                             |
| Уровень окружения          | 2         |                                                                             |
| Режим окружения Dolby      | 2         | '00'=не определено '01'= Окружение не содержится '10'= Окружение содержится |